# Arbutus (Maryland)
Arbutus è un'area non incorporata, cioè una comunità priva di personalità giuridica, e quindi indicata solo ai fini statistici di un censimento (un census-designated place o CDP), degli Stati Uniti d'America, situata nello stato del Maryland, nella contea di Baltimora. L'area contiene anche le località di Halethorpe e Relay.